# Азбукина, Зинаида Максимовна
Зинаида Максимовна Азбукина (Зюмабека Мингазетдинова; 29 января 1925, Ново-Николаевск — 27 августа 2021) — советский и российский миколог-урединолог и ботаник, доктор биологических наук (1975), профессор (1991). Заслуженный деятель науки Российской Федерации (1993). Член Международной микологической ассоциации (1983). Почётный член Русского ботанического общества (2003). Автор более 300 научных трудов.

## Биография
Родилась 29 января 1925 года в Новониколаевске (ныне Новосибирск) в семье рабочего. Через некоторое время семья переехала в Серов (Свердловская область).
В 1944 году поступила на агрономический факультет Свердловского сельскохозяйственного института, по окончании которого в 1948 году начала работу по распределению в Приморском краевом сельскохозяйственном управлении. В 1949 году поступила в аспирантуру при Дальневосточном филиале АН СССР, в 1953 году защитила кандидатскую диссертацию по теме: «Ржавчинные грибы, поражающие злаки в Приморском крае» (научный руководитель — Л. Н. Васильева).
Член Всесоюзного ботанического общества с 1955 года.
В 1957—1975 годах работала на кафедре ботаники Приморского сельскохозяйственного института.
В 1975 году защитила докторскую диссертацию.
С ноября 1975 по июль 1992 года заведовала Лабораторией низших растений Биолого-почвенного института ДВО РАН, далее перешла на должность главного научного сотрудника.
В 2003 году была избрана почётным членом Русского ботанического общества.
Скончалась 27 августа 2021 года.

## Вклад в науку
Научные труды З. М. Азбукиной посвящены проблемам номенклатуры и таксономии видов, терминологии географии и филогенезу ржавчинных грибов. Ею проводились микологические исследования в Приморье, на Камчатке, Колыме, Командорских островах, Курилах, Сахалине и северо-востоке КНР.
Внесла вклад в разработку ржавчиноустойчивых сортов пшеницы. Её кандидатская диссертация затрагивала проблему эпифитотий ржавчинных грибов на злаках (в частности, стеблевой ржавчины), которые в отдельные годы принимали характер стихийного бедствия и уничтожали урожай яровой пшеницы (в частности, локализованных на Дальнем Востоке сортов Лютесценс и Штрубе). В результате систематических наблюдений была опровергнута теория о заносе спор из внешнего источника, которая долгое время дезориентировала специалистов сельскохозяйственной отрасли.
На основе многолетних исследований и обширных материалов был опубликован труд «Ржавчинные грибы Дальнего Востока» (М., 1974), новизна которого заключалась в исчерпывающей характеристике ржавчинных грибов Дальнего Востока, расширении сведений о таксономии видов и их ареале: так, до исследований Азбукиной в регионе было зарегистрировано 362 вида, после — уже 506, из которых 128 были впервые отмечены на Дальнем Востоке, 75 — впервые в СССР.
Разработала классификационную схему, лёгшую в основу новой системы ржавчинных грибов. Ей был составлен «Определитель ржавчинных грибов советского Дальнего Востока» (М., 1984), содержащий ключи для определения и полную таксономическую характеристику 439 видов.
Азбукиной был организован выход в свет труда «Возбудители болезней сельскохозяйственных растений Дальнего Востока» (М., 1980), в котором подводились итоги многолетних исследований в сфере микологии, фитопатологии, вирусологии и бактериологии. Также совместно с И. В. Каратыгиным она опубликовала «Определитель грибов России» в двух выпусках (Л., 1989; СПб., 1995).
Является составителем и редактором многотомного издания «Низшие растения, грибы и мохообразные Дальнего Востока России». Пятый том этого издания посвящён непосредственно ржавчинным грибам, в нём представлены сведения о 500 видах грибов — возбудителей болезней растений.

## Награды
- Заслуженный деятель науки Российской Федерации (1993)[15] — за заслуги в научной деятельности[16]
- Премия имени М. В. Ломоносова (2008) — за выдающиеся заслуги и большой личный вклад в развитие отечественной науки и образования[10][17]
- Медаль А. А. Ячевского[18]
- Две медали Российского и Международного микологического общества[4]

## Основные труды
- Ржавчинные грибы, поражающие злаки в Приморском крае: диссертация … кандидата биологических наук. — Владивосток: [б. и.], 1952. — 244 с.
- Болезни и вредители кукурузы в Приморском крае и меры борьбы с ними / З. М. Азбукина, З. Г. Онисимова. — Владивосток: Приморское книжное издательство, 1956. — 78 с.
- Ржавчинные грибы советского Дальнего Востока: диссертация … доктора биологических наук. — Уссурийск: [б. и.], 1974. — 425 с.
- Ржавчинные грибы Дальнего Востока. — М.: Наука, 1974. — 527 с. — 1500 экз.
- Водоросли, грибы и мхи Дальнего Востока: [сборник статей] / Отв. ред. З. М. Азбукина. — Владивосток: ДВНЦ, 1978. — 126 с.
- Возбудители болезней сельскохозяйственных растений Дальнего Востока. — М.: Наука, 1980. — 371 с.
- Комаровские чтения / Отв. ред. З. М. Азбукина. — Владивосток : ДВНЦ АН СССР, 1983. — Вып. 30. — 112 с. — 500 экз.
- Определитель ржавчинных грибов советского Дальнего Востока. — М.: Наука, 1984. — 287 с. — 600 экз.
- Флора Верхнеуссурийского стационара (Южный Сихотэ-Алинь). — Владивосток: ДВНЦ АН СССР, 1984. — 130 с. — 500 экз.
- Флора грибов Узбекистана: [в 7 т.] / Отв. ред. З. М. Азбукина. — Ташкент: Фан, 1986. — Т. 3: Ржавчинные грибы. — 229 с.
- Флора и растительность Большехехцирского заповедника (Хабаровский край) / Отв. ред. З. М. Азбукина, С. С. Харкевич. — Владивосток: ДВНЦ АН СССР, 1986. — С. 225.
- Грибы, лишайники, водоросли и мохообразные Комсомольского заповедника (Хабаровский край) / Отв. ред. З. М. Азбукина, В. Я. Черданцева. — Владивосток: ДВО АН СССР, 1989. — 144 с. — 400 экз.
- Определитель грибов СССР. Порядок Головнёвые / И. В. Каратыгин, З. М. Азбукина; отв. ред. Н. С. Голубкова. — Л. : Наука, 1989. — Вып. 1: Семейство Устилаговые. — 220 с. — 1450 экз. — ISBN 5-02-026626-4.
- Определитель грибов России. Порядок Головнёвые / З. М. Азбукина, И. В. Каратыгин; отв. ред. В. А. Мельник. — СПб : Наука, 1995. — Вып. 2: Семейство Тиллетиевые. — 288 с. — 470 экз. — ISBN 5-02-026700-7.
- Флора, микобиота и растительность Лазовского заповедника / З. М. Азбукина, Л. В. Бардунов, А. В. Богачёва [и др.]. — Владивосток: Русский Остров, 2002. — 214 с. — ISBN 5-93577-021-0. Архивировано 21 ноября 2023 года.
- Флора, растительность и микобиота заповедника «Уссурийский»: [монография] / Отв. ред. Л. Н. Васильева. — Владивосток: Дальнаука, 2006. — 302 с. — 300 экз. — ISBN 5-8044-0735-X.
- Определитель грибов России. Порядок Ржавчинные. 1. Семейства Пукциниастровые, Кронарциевые, Колеоспориевые, Мелампсоровые, Факопсоровые, Чакониевые, Микронегериевые / Отв. ред. Л. Н. Васильева. — Владивосток: Дальнаука, 2015. — 282 с. — 300 экз. — ISBN 978-5-8044-1511-3.